# Santa Maria dels Àngels de Perpinyà
La capella de Santa Maria dels Àngels és l'única església conservada del convent de Sant Francesc dels Frares Menors de la ciutat de Perpinyà, a la comarca del Rosselló, de la Catalunya del Nord. És a la zona de ponent de la vila vella de Perpinyà, a prop de Sant Mateu. És en el carrer del Mariscal Foch, a l'espai que havia ocupat l'Hospital Militar de la ciutat, a la part posterior, meridional del gran edifici de correus d'aquesta ciutat.

## Història

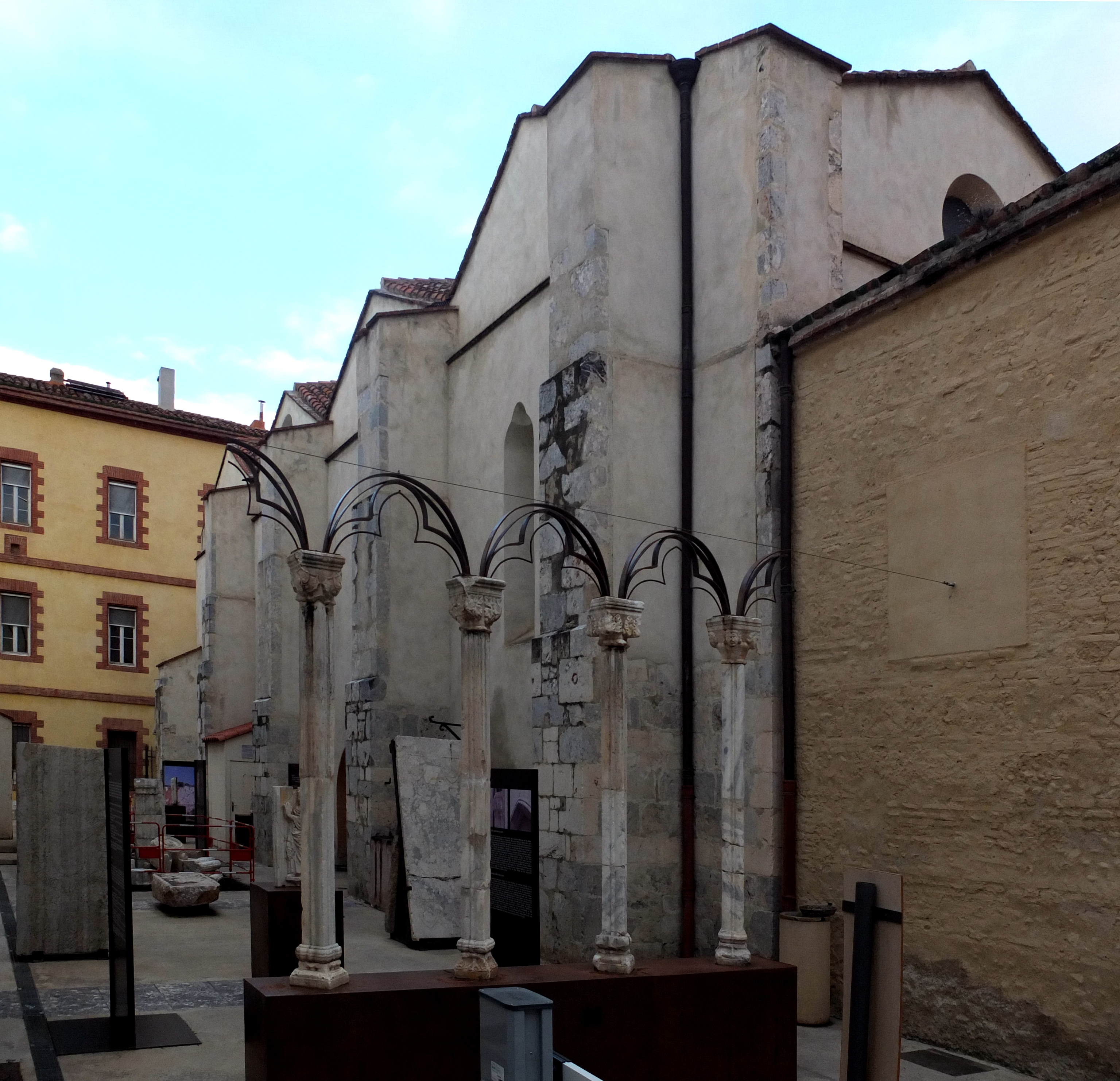
Façana de ponent de l'església

Segons la tradició, fou fundat el 1211 pel mateix sant Francesc d'Assís en una visita que feu a Perpinyà. El convent fou edificat al costat de la capella de Santa Maria dels Àngels, pertanyent a la família burgesa perpinyanesa Grimau, que amb el pas del temps passaria a ser l'església conventual. Era fora vila, a prop de la Porta de Malloles, que devia ser a prop del començament del carrer actualment anomenat del Mariscal Foch.

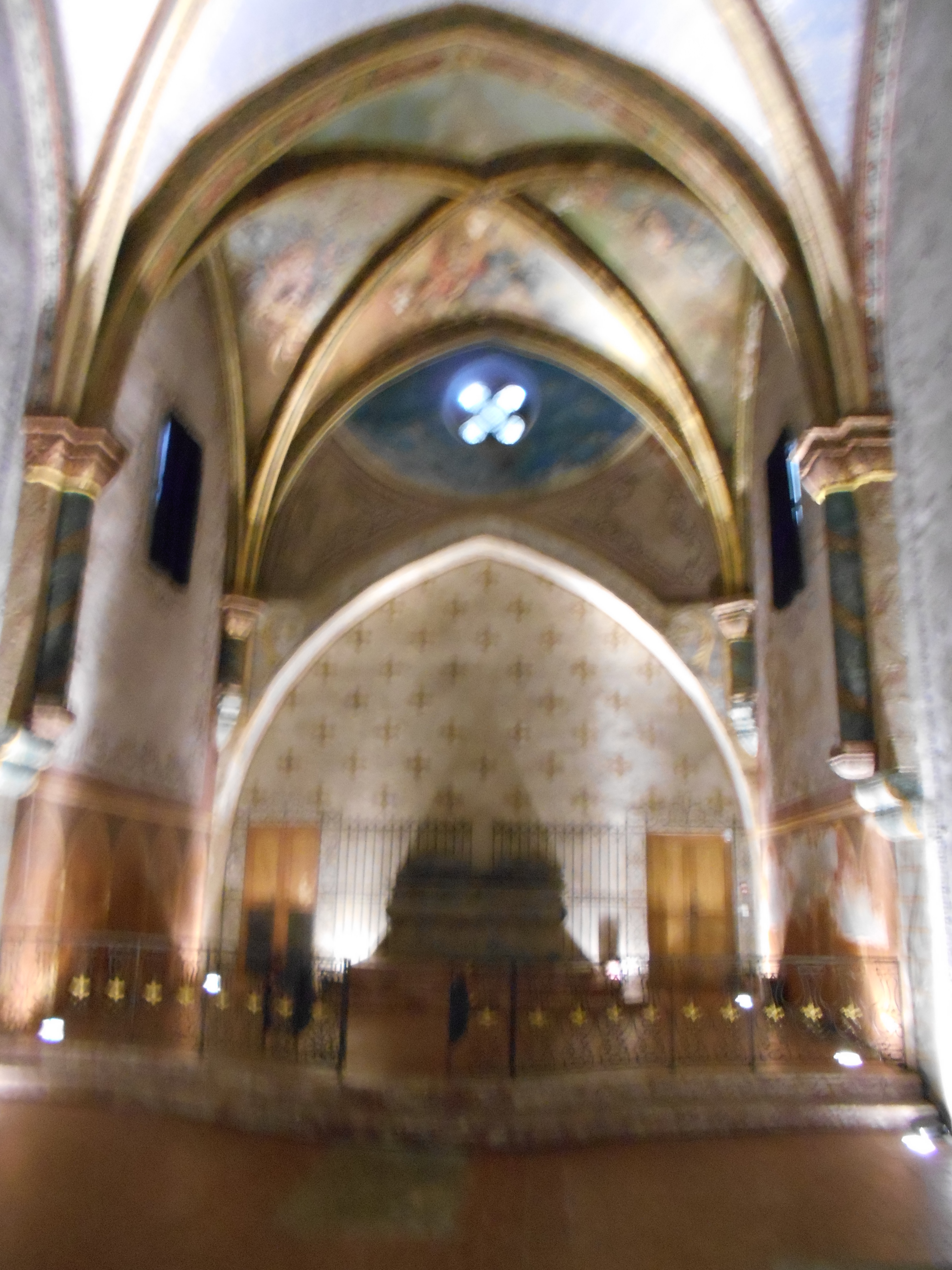
Absis de l'església de la Mare de Déu dels Àngels

Sembla que foren els Grimau mateix qui oferiren la capella al mateix sant Francesc d'Assís, quan passà per la vila de Perpinyà vers 1211. Està documentada l'existència del convent dels Frares Menors des del 1235. Segons alguns autors l'origen d'aquesta capella fou la casa templera de Perpinyà.
El 1415 el papa cismàtic Benet XIII, acollit per Jaume III, qui es va reconèixer i acollir, va fer estada en el convent de Frares Menors de Perpinyà durant la seva estada a la vila.